# Coregonus clupeaformis
Coregonus clupeaformis è un pesce osseo d'acqua dolce della famiglia Salmonidae.

## Distribuzione e habitat
È diffuso nella parte settentrionale dell'America Settentrionale, dal nord di Alaska e Canada ai Grandi Laghi e al New England a sud.
Si tratta di una specie tipica dei laghi freddi sebbene si possa incontrare anche nei grandi fiumi e perfino nelle acque salmastre degli estuari.

## Descrizione
Ha un aspetto molto simile a quello del lavarello presente in Europa. Il colore è argenteo con tonalità brunastre fino a blu scuro sul dorso. L'esemplare più grande noto pesava 19 kg.

## Biologia
Si tratta di una specie prevalentemente pelagica che popola le acque aperte dei laghi, al cui interno compie migrazioni a breve distanza portandosi in profondità nei mesi estivi e vicino alle rive in inverno per la riproduzione.

### Alimentazione
Si nutre di larve di insetti, crostacei anfipodi, molluschi, pesciolini e uova di pesce.

### Riproduzione
Avviene in acque basse durante i mesi invernali.

## Pesca
Si tratta di una specie molto apprezzata per le ottime carni, oggetto di una pesca commerciale intensa e di programmi di ripopolamento con avannotti soprattutto nei Grandi Laghi nordamericani. Dalle uova si ottiene un ottimo succedaneo del caviale.